# Susan Gerbic

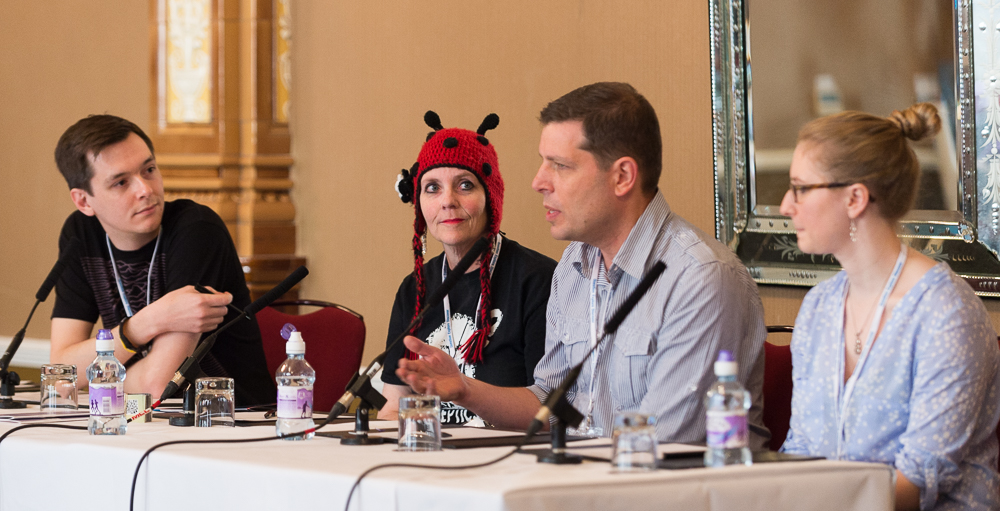
Susan Gerbic na QEDcon z Michaelem Marshallem, Eranem Segevem i Samanthą Stein, 2014

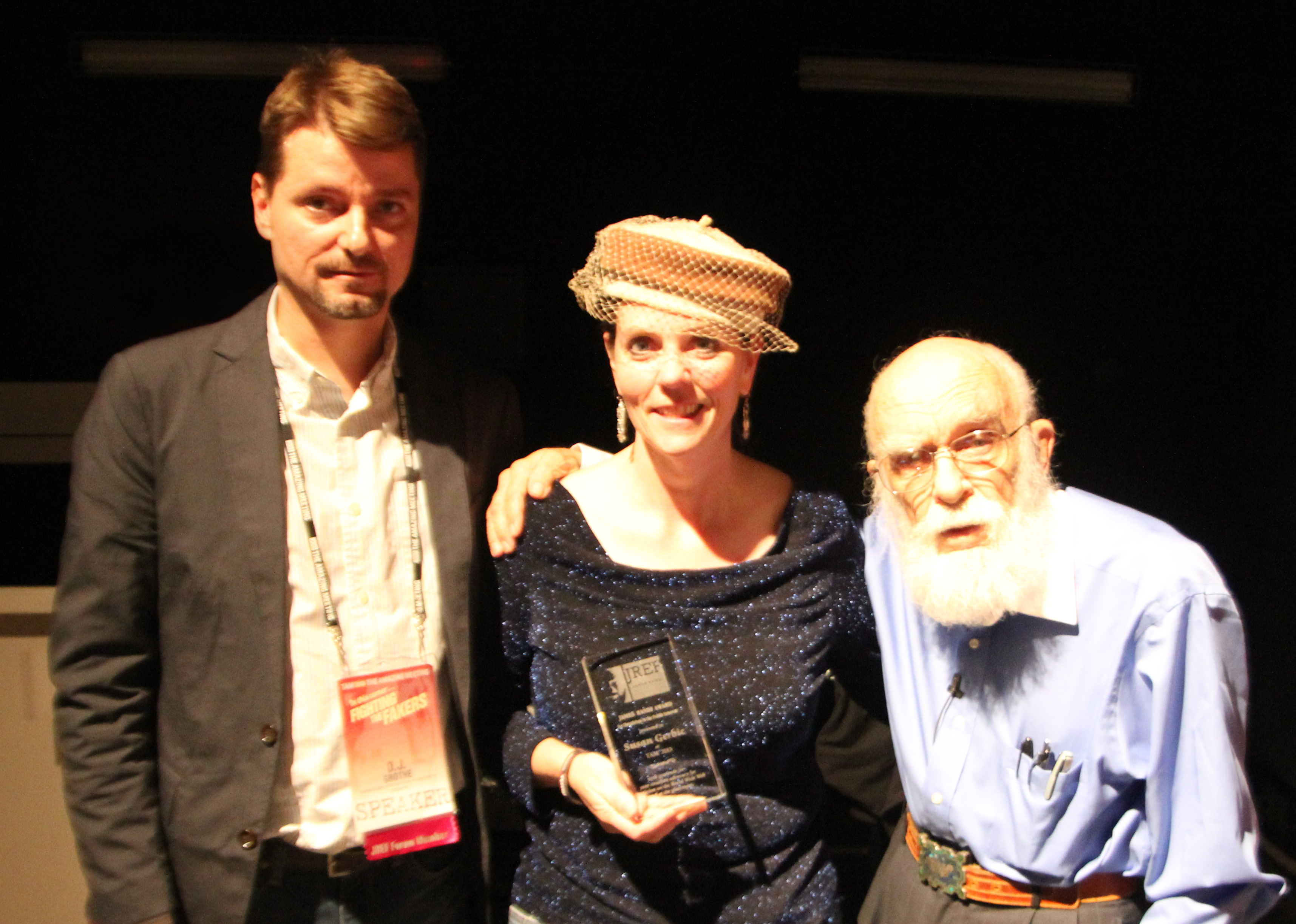
Susan Gerbic, otoczona przez D. J. Grothe’a (po lewej) i Jamesa Randiego (po prawej), odbiera nagrodę James Randi Award for Skepticism in the Public Interest na konferencji TAM 2013

Susan Marie Gerbic (ur. 8 sierpnia 1962) jest amerykańską aktywistką sceptycyzmu naukowego mieszkająca w Salinas (Kalifornia). Susan Gerbic jest współzałożycielką Monterey County Skeptics, założycielką Skeptic Action i liderem Guerilla Skepticism on Wikipedia (GSoW). Często współpracuje ze Skepticality i Skeptical Inquirer. Podczas odbywającego się we Wrocławiu 17. Europejskiego Kongresu Sceptyków wygłosiła mowę Maszerowaliśmy dla nauki – co dalej?.

## Sceptycyzm
Zainteresowanie Gerbic tematami paranormalnymi i pobocznymi rozpoczęło się w dzieciństwie, kiedy przeraziła się ideą samozapłonu człowieka. „Pomysł, że można chodzić po ulicy i nagle bum!”. Dorastała w Salinas jako baptystka i zainteresowała się sceptycyzmem w latach 90. XX wieku. „Nie znałam w ogóle słowa ateista, aż prawie do moich dwudziestych urodzin”, Gerbic powiedziała Benjaminowi Radfordowi ze Skeptical Inquirer. „Jak tylko dowiedziałam się, że są też inni ludzie, którzy czują tak samo jak ja, czytałam wszystko, co znalazłam na ten temat”. W 2000 roku Gerbic odkryła, że istnieją społeczności sceptyków i uczestniczyła w pierwszej konferencji, Skeptic’s Toolbox, w stanie Oregon. „Czułam, że znalazłam swoich ludzi”.
W 2017 napisała artykuł dla magazynu Skeptical Inquirer pt. How I Got Hooked on the Skeptical World (Jak uzależniłam się od sceptycznego świata). Gerbic pisze w nim, że jej transformacja w naukowego sceptyka rozpoczęła się po odkryciu magazynu Skeptical Inquirer.
W wywiadzie dla portalu Mała Psychologia, udzielonemu podczas 17. Europejskiego Kongresu Sceptyków, odnośnie do minusów bycia sceptykiem, powiedziała:

Bardzo bym chciała zobaczyć coś paranormalnego i by okazało się to prawdą, to by było niesamowite. Minusem jest to że nie za dobrze radzę sobie z osobami wierzącymi w różne zjawiska i cuda. Na imprezie jeśli nowy sąsiad zacznie opowiadać o swoim znaku zodiaku lub medycynie alternatywnej, to zwykle znajduję wymówkę by dołączyć do innej rozmowy. Uwielbiam ludzi i nie chcę myśleć o nich źle. Nie chcę również wdawać się w kłótnie, więc unikam podobnych sytuacji jeśli nie otrzymam konkretnego pytania.

### Guerrilla Skepticism on Wikipedia

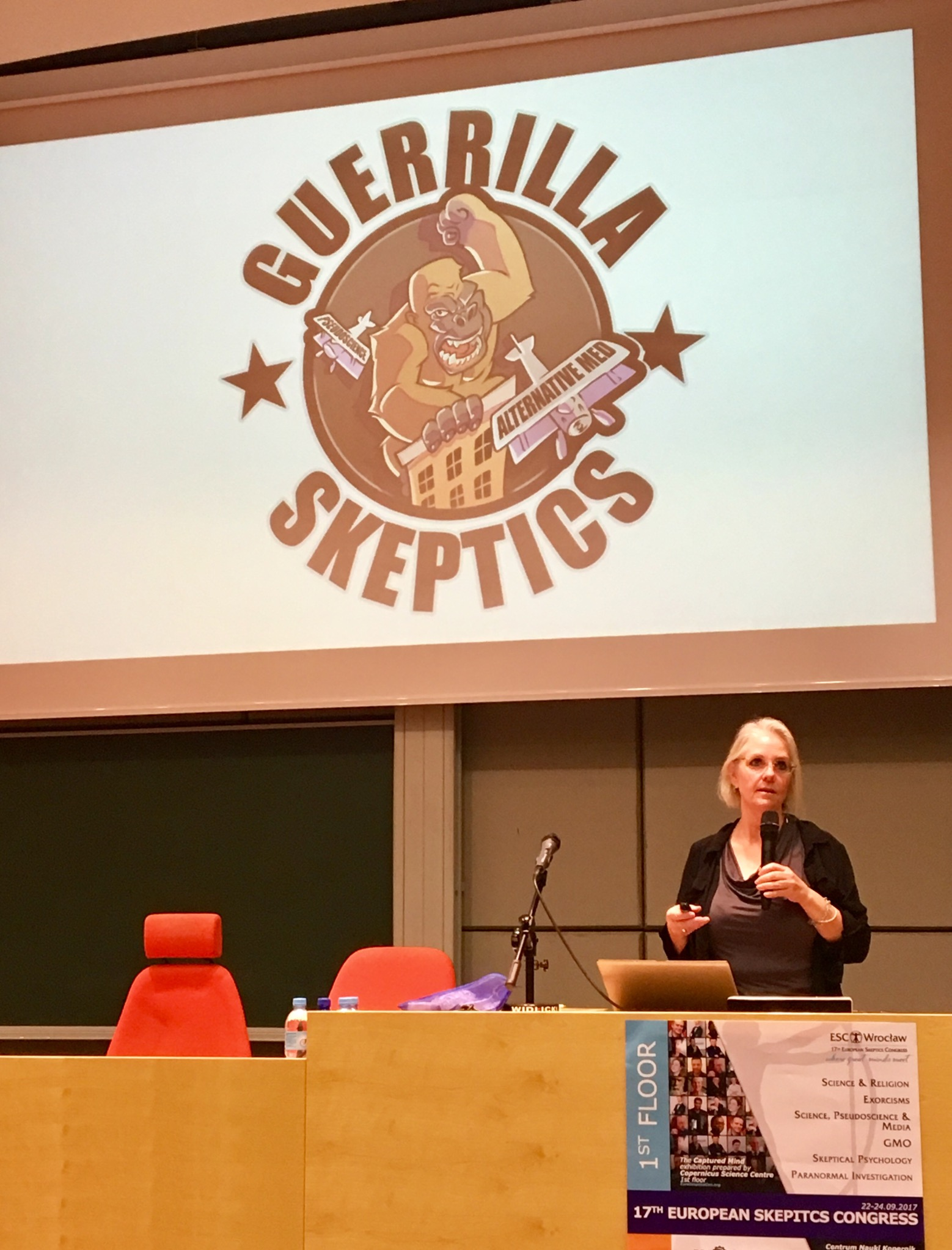
Susan Gerbic podczas 17 Europejskiego Kongresu Sceptyków we Wrocławiu

Po 3 rejsach „Amazing Adventure” zorganizowanych przez fundację James Randi Educational Foundation i kilku spotkaniach The Amaz!ng Meeting Susan Gerbic zdecydowała, że nastał „czas, bym ja coś zrobiła”. Gerbic i Mark Edward zaproponowali utworzenie „Guerrilla Skepticism on Wikipedia” (GSoW) („Sceptyczna Partyzantka na Wikipedii”). Idea zorganizowanej grupy przyszła od Tima Farleya po nieudanych próbach wykorzystania przez Gerbic typowych WikiProjektów, które uznała za mało przyjazne dla nowych edytorów. Następnie zaczęła tworzenie grupy i trening na Facebooku i przez e-mail.
Grupa zaczęła rosnąć po prezentacjach na konferencjach SkeptiCalcon i The Amaz!ng Meeting i Susan Gerbic zaczęła tworzyć bloga na temat grupy. Formalny początek GSoW to maj 2010 roku, ale „urodziny” grupy świętowane są w czerwcu.
Susan Gerbic jest często pytana o swoją pracę w Wikipedii: „Odkryłam, że są ludzie w naszej społeczności, którzy chcą być bardziej zaangażowani, ale potrzebna im jest struktura, wsparcie i szkolenie”. Gdy ludzie pytają jak mogą pomóc sceptycznemu ruchowi, Gerbic szybko sugeruje, że oni również mogą nauczyć się edytować Wikipedię. „Przepisujemy Wikipedię i poprawiamy strony, usuwamy nieistotne cytaty, dodajemy cytaty, robimy prawie wszystko na Wikipedii, by poprawić jej zawartość”.
Susan Gerbic promuje podejście identyfikowania artykułów związanych ze sceptycyzmem, które wymagają poprawy. Artykuły są ulepszane przez dodanie odniesień do popularnych czasopism, podcastów itp. „To po prostu wymaga wiele pracy, wiele badań. Przez to, że jesteśmy grupą przyjaciół, możemy dzielić się zasobami i opiniami na temat różnych źródeł. Często wymagane jest zrobienie wywiadu ze znaną osobą, by poprawić cytowania i zasoby”. Susan Gerbic sugeruje, że ludzie poszukując informacji mogę preferować Wikipedię jako neutralną, wolną od wirusów, przyjazną dla użytkownika stronę. Nazywa to efektem Złotowłosej.
Susan Gerbic spędza wiele czasu pomagając nowym Wikipedystom uczyć się wykonywania podstawowych zadań w Wikipedii. Nowi członkowie GSoW są zachęcani by zidentyfikować godne uwagi odniesienia i dodawać je do różnych, związanych z tematem stron. Susan Gerbic nazywa to wsteczną edycją, bo jest to odwrotnością bardziej typowego procesu, w którym dana strona jest rozbudowywana przy pomocy wielu nowych odniesień. W wywiadzie z Richardem Saundersem powiedziała, że to „potężne narzędzie, nie moglibyśmy tego osiągnąć bez Internetu”.
Jednym z projektów GSoW jest We Got your Wiki Back Project! (Pilnujemy twojej strony Wiki!). Susan Gerbic zaznacza, że celem projektu jest udoskonalenie stron Wiki dla wszystkich mówców ruchu sceptycznego: „Kiedy są w mediach, wiemy, że ruch na ich stronach Wiki będzie rósł”. „Gdy ludzie szukają informacji, chcemy mieć pewność, że uzyskują świetną informację” – mówiła na podcaście Data Skeptic.

## Działalność demaskująca osoby rozmawiające z duchami
Duża część sceptycznej działalności Susan Gerbic skupia się na demaskowaniu mediów – osób rozmawiających z duchami. Nazywa ich „wampirami smutku” (ang. "Grief Vampires"), ponieważ czyhają oni na zdesperowane rodziny gotowe oddać wszystko za rozmowę ze swoimi ukochanymi, albo żeby odszukać zaginione dzieci.

### Sylvia Browne
W 2012 Susan Gerbic i Mark Edward zorganizowali protest przeciwko Sylvii Browne, kiedy występowała w Las Vegas. Dołączyli do nich: Benjamin Radford, Ross Blocher, Bob Blaskiewitz, Jay Diamond i inni. Całą grupą stali przed miejscem występu i rozdawali ulotki opisujące metodę zimnego odczytu i opisujące niektóre z „przepowiedni” Sylvii Browne, które okazały się nieprawdziwe.

### Chip Coffey

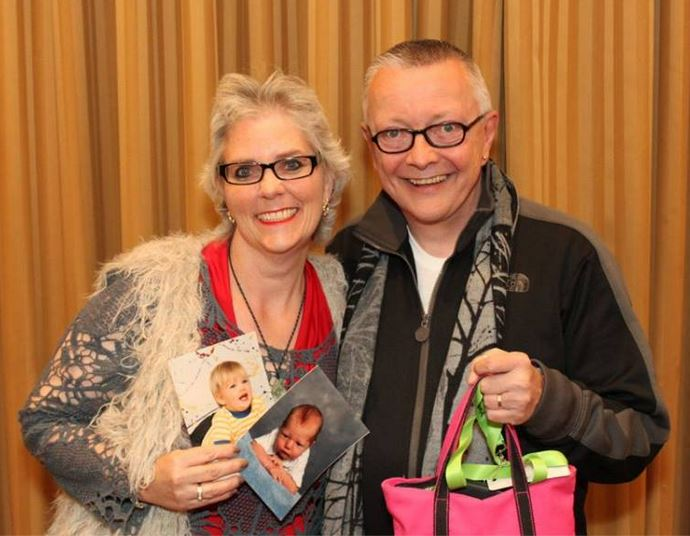
Susan Gerbic jako „Susanna”, razem z Chipem Coffreyem w 2014

W 2014 roku Gerbic zorganizowała „podpuchę” (ang. sting operation) przy występie znanego medium Chipa Coffeya. Susan Gerbic, wraz z dwoma współpracownikami, stworzyła fałszywe tożsamości, fałszywych zmarłych członków rodziny z pełną historią i zdjęciami (prawdziwych, żywych osób) i uczestniczyła w występie Coffeya w San Jose (Kalifornia). Po zmieszaniu się w tłumie trójka cały czas rozmawiała o swoich nieprawdziwych zmarłych krewnych, licząc na to, że współpracownicy medium ich podsłuchają. Podczas występu Coffey rzeczywiście zrobił zimny odczyt całej trójki i twierdził, że jest w kontakcie z ich rzekomo zmarłymi krewnymi, śmiało podając wymyślone przez Gerbic i współpracowników informacje.

## Nagrody
- Nagroda In the Trenches w roku 2012 na konferencji Skeptic's Toolbox[29]
- Nagroda James Randi Award for Skepticism in the Public Interest na konferencji The Amaz!ng Meeting 2013[30]
- Nominacja w kategorii Wydarzenie/Kampania przy wręczaniu nagród Ockhams 2013 na konferencji QEDcon 2014.

## Życie osobiste
Ojciec Susan Gebric zmarł na raka w 1989 r. W 2013 Susan Gebric oświadczyła, że jest chora na raka piersi. Odbyła 2 tygodnie chemioterapii w grudniu 2013 i 33 naświetlenia w marcu 2014.